# Angel City
Angel City è un gruppo musicale formato da due DJ olandesi, Hugo Zentveld (anche noto come DJ Renegade) e Aldwin Oomen . Il duo collabora anche ad altri progetti musicali, quali Boombastic e Nightbreed.
Il brano Love Me Right è stato in vetta alle classifiche di Stati Uniti, Svizzera e Turchia nel 2003.

## Discografia

### Album in studio
- 2005 - Love Me Right

### Singoli
- 2003 - Love Me Right (Oh Sheila)
- 2004 - Touch Me (All Night Long)
- 2004 - Do You Know (I Go Crazy)
- 2005 - Sunrise